# Richtlinie 2003/30/EG (Biokraftstoffrichtlinie)
Die als EU-Biokraftstoffrichtlinie bekannte Richtlinie (RL) 2003/30/EG des Europäischen Parlaments und des Rates vom 8. Mai 2003 zur Förderung der Verwendung von Biokraftstoffen oder anderen erneuerbaren Kraftstoffen im Verkehrssektor, kurz Biokraftstoffrichtlinie, gibt – bezogen auf den Energiegehalt – Richtwerte für den Anteil an erneuerbaren Kraftstoffen als Ersatz von herkömmlichen Kraftstoffen im Verkehr vor. Die Biokraftstoffrichtlinie wurde durch die Richtlinie 2009/28/EG (Erneuerbare-Energien-Richtlinie) vom 23. April 2009 aufgehoben.

## Definition und Verwendungspflicht
Als Biokraftstoffe gelten im Sinne der Richtlinie zumindest folgende Erzeugnisse (Art. 2, Abs. 2):
- Bioethanol, Biodiesel, Biogas, Biomethanol, Biodimethylether, Bio-ETBE, Bio-MTBE, Synthetische Biokraftstoffe, Biowasserstoff, Reines Pflanzenöl

Andere erneuerbare Kraftstoffe im Sinne der Richtlinie sind Kraftstoffe aus anderen, nicht biogenen, erneuerbaren Energiequellen gemäß Definition in der Richtlinie 2001/77/EG. Dies können z. B. Wind- und Sonnenenergie, Erdwärme, Wellen- und Gezeitenenergie und Wasserkraft sein.
|                           | 2005 (%) | 2006 (%) | 2010 (%) |
| ------------------------- | -------- | -------- | -------- |
| Österreich                | 2,50     | 2,50     | 5,75     |
| Belgien                   | 2,00     | 2,75     | 5,75     |
| Zypern                    | 1,00     | k. A.    | k. A.    |
| Tschechische Republik     | 0,70     | 1,78     | 3,75     |
| Dänemark                  | 0,00     | 0,10     | k. A.    |
| Estland                   | k. A.    | 2,00     | 5,75     |
| Finnland                  | 0,10     | k. A.    | k. A.    |
| Frankreich                | 2,00     | k. A.    | 7,00     |
| Deutschland               | 2,00     | k. A.    | 5,75     |
| Griechenland              | 0,70     | 2,50     | 5,75     |
| Ungarn                    | 2,00     | k. A.    | 5,75     |
| Irland                    | 0,06     | 1,14     | k. A.    |
| Italien                   | 1,00     | 2,00     | 5,00     |
| Lettland                  | 2,00     | 2,75     | 5,75     |
| Litauen                   | 2,00     | k. A.    | 5,75     |
| Luxemburg                 | k. A.    | 2,75     | 5,75     |
| Malta                     | 0,30     | k. A.    | k. A.    |
| Niederlande               | k. A.    | 2,00     | 5,75     |
| Polen                     | 0,50     | 1,50     | 5,75     |
| Portugal                  | 1,15     | 2,00     | 5,75     |
| Slowakei                  | 2,00     | 2,50     | 3,50     |
| Slowenien                 | 0,65     | 1,20     | 5,00     |
| Spanien                   | 2,00     | 0,55     | 5,83     |
| Schweden                  | 3,00     | k. A.    | 5,75     |
| Vereinigtes Königreich    | 0,30     | k. A.    | 3,50     |
| Vorgabe der EU-Richtlinie | 2,00     | 2,75     | 5,75     |

Die Richtlinie forderte die Mitgliedstaaten auf, bis zum 31. Dezember 2005 einen Mindestanteil an Biokraftstoffen und anderen erneuerbaren Kraftstoffen von 2 % an der Gesamtmenge aller Otto- und Dieselkraftstoffe, gemessen am Energiegehalt, in Verkehr zu bringen. Bis zum 31. Dezember 2010 sollte ein Mindestanteil von 5,75 % in Verkehr gebracht werden. Die Richtlinie traf also nicht Vorgaben für die Beimischung von biogenen Kraftstoffen zu Otto- und Dieselkraftstoffen, sondern forderte einen Gesamtanteil aller erneuerbaren Kraftstoffe am Gesamtkraftstoffbedarf in den Mitgliedstaaten.

## Umsetzung in den Mitgliedstaaten
Die Umsetzung in den Mitgliedstaaten sollte in dem Sinne freiwillig erfolgen, als dass diese unter Berücksichtigung des Bezugswertes für 2005 (2 %) nationale Richtwerte festlegen sollten, deren Umsetzung jedoch nicht rechtlich verpflichtend war. Die nebenstehende Tabelle zeigt die nationalen Richtwerte, die für 2005, 2006 und 2010 galten, sowie die Bezugswerte der Kommission.
Nach Art. 4, Abs. 1, durften die nationalen Richtwerte von der EU-Vorgabe unter Anführung folgender Argumente abweichen:
- objektive Faktoren wie ein begrenztes innerstaatliches Potenzial zur Herstellung von Biokraftstoffen aus Biomasse,
- der Umfang der Ressourcen, die für die Erzeugung von Biomasse für andere Energieverwendungen als im Verkehrssektor bereitgestellt werden, sowie die spezifischen technischen oder klimatischen Merkmale des nationalen Kraftstoffmarktes,
- nationale Politiken, die vergleichbare Ressourcen für die Erzeugung anderer Verkehrskraftstoffe auf der Grundlage erneuerbarer Energieträger bereitstellen und mit den Zielen der Richtlinie 2003/30/EG in Einklang stehen.

In einem Fortschrittsbericht zur Verwendung von Biokraftstoffen und anderen erneuerbaren Kraftstoffen in den Mitgliedstaaten der Europäischen Union vom 10. Januar 2007 stellt die Europäische Kommission fest, dass bis 2005 in der Europäischen Union ein Marktanteil von Biokraftstoffen von etwa 1 % erreicht wurde, wobei hieran Biodiesel einen Anteil von etwa 80 % ausmachte und Bioethanol etwa 20 %. Auch wenn das Ziel eines Anteils von 2 % damit nicht erreicht wurde, stellte dies nach Angaben der Kommission dennoch eine Verdoppelung des Anteils innerhalb von zwei Jahren dar. Hätten alle Mitgliedstaaten ihre selbstgesteckten nationalen Richtwerte erreicht, hätte der Marktanteil 2005 bei etwa 1,4 % gelegen.
Auch das Ziel für 2010 galt nach Einschätzung des Fortschrittsberichts wahrscheinlich nicht als erreichbar.

## Aufhebung durch die Richtlinie 2009/28/EG
Als Konsequenz aus der ungenügenden Umsetzung der RL 2003/30/EG wurde Anfang 2007 von der Europäischen Kommission sowie vom Europäischen Rat die Vorgabe von 10 % Biokraftstoffen bis 2020 als verbindliches Ziel formuliert. Diese Vorgabe wurde schließlich von der den gesamten Energieverbrauch betreffenden Richtlinie 2009/28/EG (Erneuerbare-Energien-Richtlinie) vom 23. April 2009 übernommen. Als Gründe für die verbindliche Festlegung nennt die RL 2009/28/EG u. a. „dass ein Rahmen, der verbindliche Ziele enthält, den Unternehmen die langfristige Sicherheit geben dürfte, die sie benötigen, um vernünftige und nachhaltige Investitionen in den Sektor der erneuerbaren Energien zu tätigen“. Nach Art. 26, Abs. 3 der RL 2009/28/EG wird die RL 2003/30/EG mit Wirkung vom 1. Januar 2012 aufgehoben.
Das 10 %-Ziel für Energie aus erneuerbaren Quellen im Verkehrssektor bis 2020 wurde nun im Gegensatz zur RL 2003/30/EG für alle Mitgliedstaaten einheitlich festgelegt. Dies wurde damit begründet, dass Mitgliedstaaten, die nicht über ausreichende Ressourcen verfügen, um das Ziel zu erreichen, Biokraftstoffe anderer Herkunft beziehen könnten. Dies schließt sowohl Importe aus Mitgliedstaaten als auch Importe von außerhalb der EU ein. Aufgrund des zu erwartenden zunehmenden Handels mit Biokraftstoffen empfiehlt die RL 2009/28/EG weiter, „gegebenenfalls relevante Maßnahmen vorzuschlagen, um für Ausgewogenheit zwischen heimischer Herstellung und Importen zu sorgen, wobei unter anderem multilaterale und bilaterale Handelsverhandlungen sowie Umwelt-, Sozial- und wirtschaftliche Aspekte und die Energieversorgungssicherheit zu berücksichtigen sind“.
Hinsichtlich der Verwendung von Biokraftstoffen müssen in Deutschland die Ziele des Biokraftstoffquotengesetzes noch angepasst werden. Soweit die Richtlinie 2009/28/EG zur Verwendung von Biomasse besondere Anforderungen für ihre Erzeugung aus nachhaltigem Anbau aufstellt, wurden diese bereits durch die Biokraftstoff-Nachhaltigkeitsverordnung (V. v. 30. September 2009, BGBl. I S. 3182) umgesetzt. Entsprechende Anforderungen bestehen auch für die Stromerzeugung aus Biomasse, die mit der Biomassestrom-Nachhaltigkeitsverordnung (V. v. 23. Juli 2009, BGBl. I S. 2174) umgesetzt wurden.